# Гофман, Генрих Борисович
Генрих Борисович Гофман (28 февраля 1922, Иркутск — 22 мая 1995, Москва) — советский военный лётчик и писатель, Герой Советского Союза, полковник (1958).

## Биография
Родился 28 февраля 1922 года в городе Иркутске. С сентября 1922 года жил в Москве. В 1940 году окончил 9 классов школы и Дзержинский аэроклуб города Москвы.
В армии с июля 1940 года. Обучался в Слонимской (июль-август 1940), Поставской (1940—1941) и 1-й Чкаловской (июнь-август 1941) военных авиационных школах лётчиков. В июне 1942 года окончил 3-ю Чкаловскую военную авиационную школу лётчиков в посёлке Чебеньки (ныне Оренбургской области).
В августе-ноябре 1942 — лётчик 34-го запасного авиационного полка (в Московском военном округе), в ноябре 1942 — марте 1943 — лётчик 10-го запасного авиационного полка (в Приволжском военном округе). В январе-марте 1943 года перегонял штурмовики Ил-2 на Сталинградский фронт.
Участник Великой Отечественной войны: в апреле-мае 1943 — командир звена 190-го штурмового авиационного полка, в мае 1943 — мае 1945 — старший лётчик, командир звена, заместитель командира и командир авиаэскадрильи 622-го штурмового авиационного полка. Воевал на Северо-Кавказском фронте, в составе Отдельной Приморской армии, на 2-м Прибалтийском и Ленинградском фронтах. Участвовал в Новороссийско-Таманской, Керченско-Эльтигенской, Крымской, Режицко-Двинской и Рижской операциях, блокаде курляндской группировки противника.
За время войны совершил 146 боевых вылетов на штурмовиках Ил-2 и Ил-10 для нанесения ударов по живой силе и технике противника, в воздушных боях сбил 2 самолёта противника.
За мужество и героизм, проявленные в боях с немецко-фашистскими захватчиками, указом Президиума Верховного Совета СССР от 26 октября 1944 года старшему лейтенанту Гофману Генриху Борисовичу присвоено звание Героя Советского Союза с вручением ордена Ленина и медали «Золотая Звезда».
После войны до февраля 1946 года продолжал командовать авиаэскадрильей штурмового авиаполка (в Прибалтийском военном округе).
В 1950 году окончил Военно-воздушную академию (Монино). В 1950—1953 — заместитель командира штурмового авиаполка (в Прибалтийском военном округе), в 1953—1962 — старший преподаватель авиации на Центральных офицерских курсах «Выстрел». С февраля 1962 года полковник Г. Б. Гофман — в запасе.
Член Союза писателей СССР (РФ) с 1966 года, автор многих книг.
Член Антисионистского комитета советской общественности. 
Жил в Москве. Умер 22 мая 1995 года. Похоронен на Ваганьковском кладбище в Москве.
30 октября 2015 года сын Генриха Гофмана поэт Виктор Гофман был убит в своей квартире, при этом боевые награды покойного Генриха Гофмана были похищены.

## Награды
- Герой Советского Союза (26.10.1944);
- орден Ленина (26.10.1944);
- 2 ордена Красного Знамени (29.04.1944; 21.07.1945);
- 2 ордена Отечественной войны 1-й степени (10.08.1944; 11.03.1985);
- орден Дружбы народов (26.02.1982);
- 3 ордена Красной Звезды (30.04.1943; 6.11.1943; 30.12.1956);
- медаль «За боевые заслуги» (15.11.1950);
- другие медали.

## Семья
- Жена — Майя Мироновна Гольденберг, двоюродная сестра композитора М. Р. Копытмана, погибла в авиакатастрофе[4][5].
  - Сыновья — поэт Виктор Генрихович Гофман (1950—2015); Александр Генрихович Гофман (род. 1955).

## Произведения
- [militera.lib.ru/prose/russian/gofman1/index.html Самолёт подбит над целью]: Повесть. М., 1959 (Библиотечка военных приключений).
- Лётный характер: (Рассказы о лётчиках Севастопольского полка). М., 1960 (Библиотечка журнала «Советский воин»).
- Владимир Ильюшин. М., 1961 (Герои-современники).
- Прыжок от солнца. М., 1963 (Герои-современники).
- Взлёт продолжается. М., 1964.
- Рождение подвига: Рассказы о лётчиках. М., 1964.
- Крылатая семья. М., 1965.
- Герои Таганрога. Документальная повесть. — М.: Молодая гвардия, 1966. — 368 с.
- Испытатели. М., 1966.
- Орлиное племя: Документальная повесть. М., 1969.
- Чёрный генерал. М., 1970.
- Двое над океаном. М., 1975.
- Сотрудник гестапо. М., 1978.
- Не ради славы: Повести. М., 1980.
- Мои современники: Документальные повести. М., 1982.
- Повести. М., 1982.